# Премия Дахау за гражданское мужество
Премия Дахау за гражданское мужество — награда, учреждённая в 2005 году городом Дахау в честь 1200-летия города.  Вручается каждые два года 10 декабря, в день прав человека, в мемориальном комплексе концлагеря Дахау. В состав жюри входят Сибилла Штайнбахер, Ахим Вендлер и Мартин Шмидль. Премия составляет 5.000 евро.

## Лауреаты премии
| Год  | Лауреат              | Источник    |
| ---- | -------------------- | ----------- |
| 2005 | Мария Зайденбергер   | [ 3 ]       |
| 2007 | Лина Хааг            | [ 4 ]       |
| 2009 | Мирьям Охрингер      | [ 5 ]       |
| 2011 | Станислав Замечник   | [ 6 ]       |
| 2013 | Йорг Ванке           | [ 7 ] [ 8 ] |
| 2015 | Гюльсен Челеби       | [ 9 ]       |
| 2017 | Ян-Роберт фон Ренесс | [ 10 ]      |
| 2019 | Седа Башай-Йылдыз    | [ 11 ]      |
| 2021 | Ева Груберова        | [ 12 ]      |